# San Benigno Canavese
San Benigno Canavese (piemontesisch San Balègn) ist eine Gemeinde in der italienischen Metropolitanstadt Turin (TO), Region Piemont.

## Lage und Einwohner
San Benigno Canavese liegt 22 km nordöstlich von Turin. Der Ort liegt auf einer Höhe von 194 m s.l.m. bis 267 m s.l.m. Das Gemeindegebiet umfasst eine Fläche von 22,19 km² und hat 6089 Einwohner (Stand 31. Dezember 2023). Zu der Gemeinde gehören die Ortsteile Cascina Mure und Cascina Bruciata.
Die Nachbargemeinden sind Foglizzo, Bosconero, Montanaro, Lombardore, Chivasso und Volpiano. Der Schutzpatron des Ortes ist San Tiburzio.

## Geschichte
Die Geschichte der Gemeinde San Benigno Canavese ist eng mit der der berühmten Abtei Fruttuaria verbunden, die 1003 von Guglielmo da Volpiano gegründet wurde. Die Abtei, die in einem damals dünn besiedelten Gebiet in der Selva Gerulfa errichtet wurde, zog eine Gemeinschaft von Arbeitern an, die mit dem Bau der Abtei selbst beauftragt waren, aus der dann ein Stadtzentrum entstand, das hauptsächlich der Landwirtschaft gewidmet war die Kontrolle derselben Äbte.
Im Jahr 1019 erhielt Fruttuaria die Stadt Visigulfa geschenkt, die wahrscheinlich am Ufer des Malone-Baches liegt. Diese Siedlung wird zum letzten Mal gegen Ende des 13. Jahrhunderts erwähnt, als in Dokumenten erstmals die Curtis von Fruttuaria erwähnt werden. Eine andere Siedlung, die manchmal in der Gegend erwähnt wird, ist die von Dolfia, deren Standort in der Nähe des Orco-Baches gelegen haben dürfte.
Die ersten Gemeindestatuten der Villa Veteris von San Benigno stammen aus dem Jahr 1318. Im Jahr 1368 nahm die Stadt ein riesiges Gebiet ein, war von einem Wassergraben umgeben und mit Türen, aber nicht mit Mauern (aufgrund ihrer Ausdehnung) ausgestattet.
Im 15. Jahrhundert führten die politischen Verhältnisse in der Gegend zur Gründung einer Schutzhütte, die mit Mauern, Türmen und Türen ausgestattet und durch einen Wassergraben geschützt war und sich an die Abtei lehnte, sowie zur fortschreitenden Bewegung der Bevölkerung darin.
Erst ab 1600 begann eine neue Bewegung in die Gebiete außerhalb des Ricetto, insbesondere in die Villa Veteris.
Im Jahr 1711 wurde San Benigno, das bis dahin der Kontrolle der Kirche unterstand, von den Truppen des Herzogs von Savoyen besetzt. Im Jahr 1741 überließ der Papst schließlich offiziell das gesamte Gemeindegebiet dem Herzogtum. Die alte Abtei wurde im 18. Jahrhundert auf Initiative von Kardinal Carlo Vittorio Amedeo delle Lanze abgerissen und durch die heutige ersetzt, die von den Architekten Vittone und Quarini entworfen wurde.

## Söhne und Töchter der Stadt
- Giovanni Viola (1926–2008), Fußballtorwart

## Bildgalerie

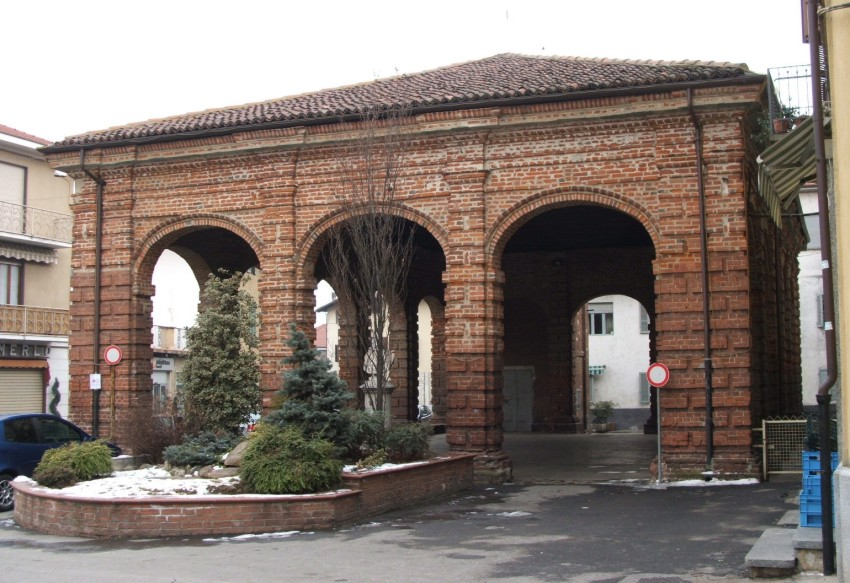
Markthalle aus dem 18. Jahrhundert
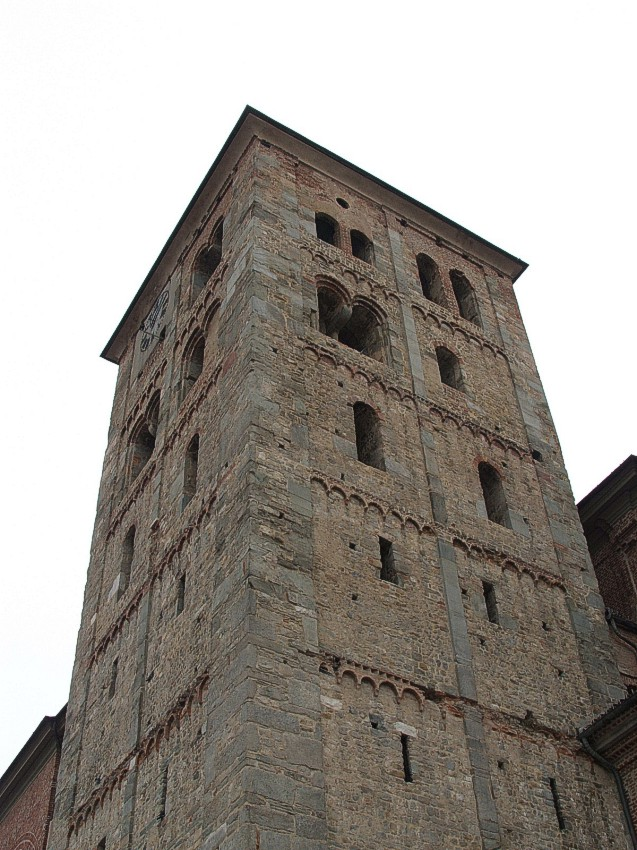
Glockenturm der Abtei Fruttuaria
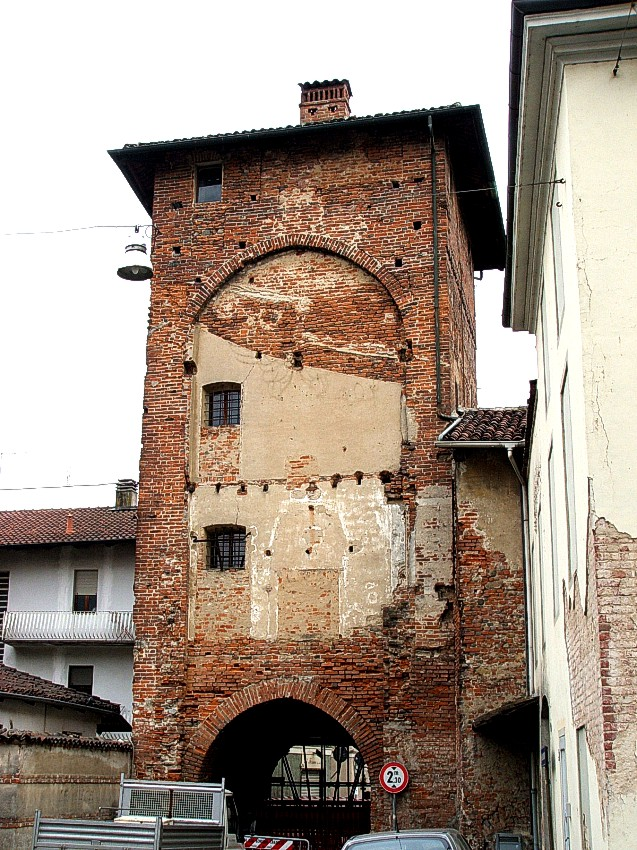
Porta Ricetto
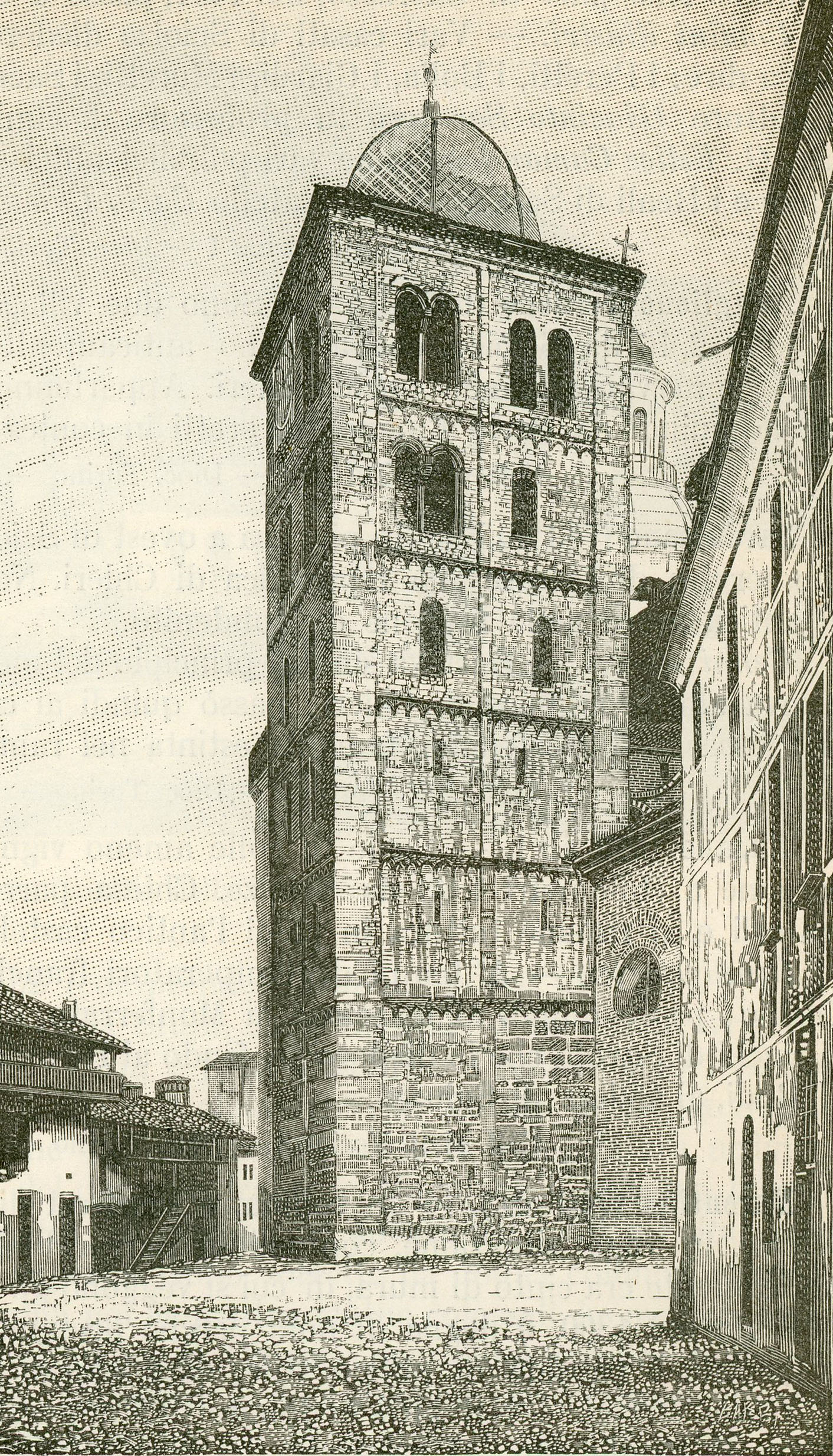
Kirche di San Benigno
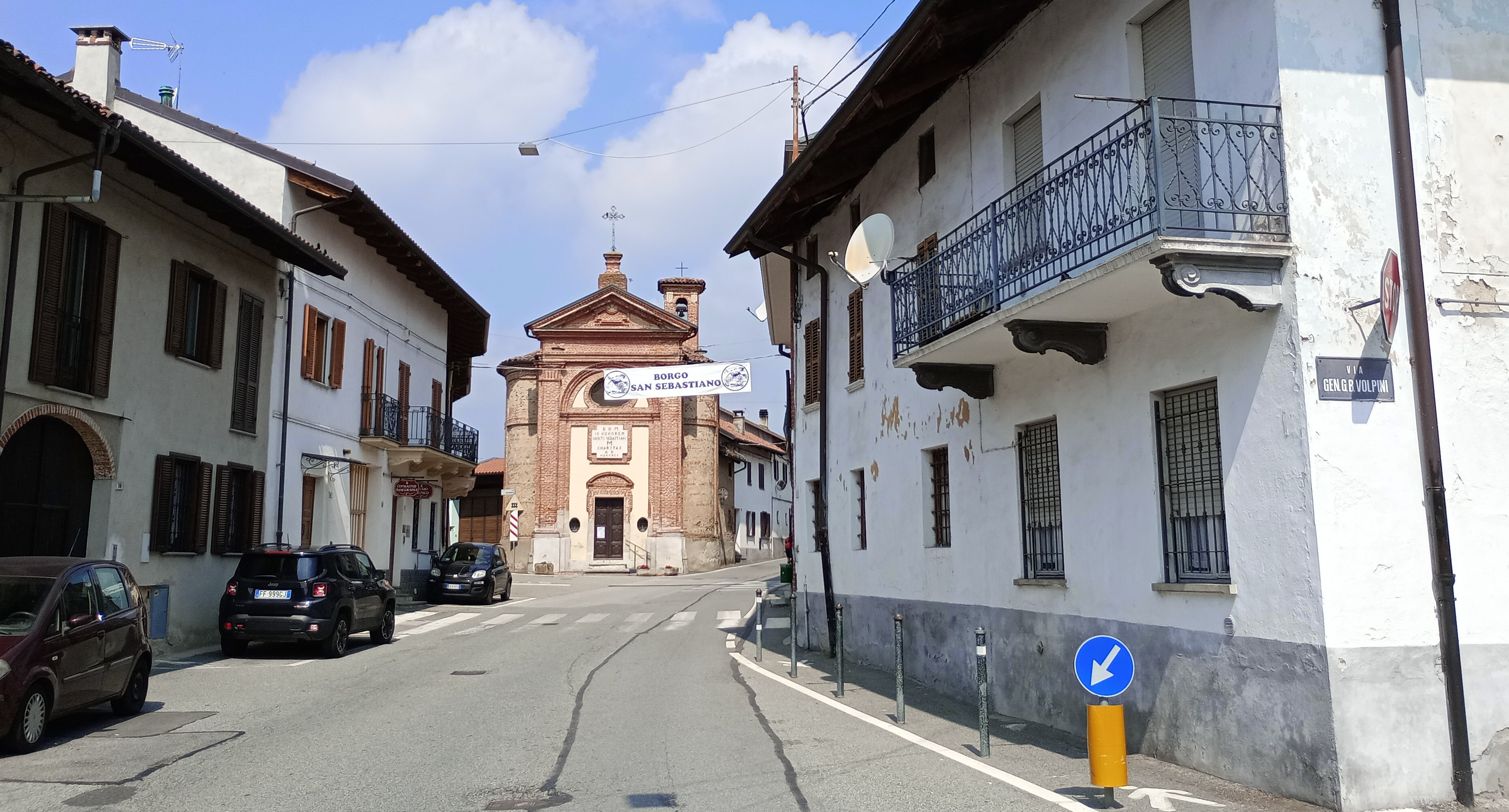
Stadtzentrum